# Aston Grange
Aston Grange var en civil parish från 1866 till 1936 då den blev en del av Aston, i grevskapet Cheshire, i England. Civil parish var belägen 10 km från Northwich och hade 36 invånare år 1931.